# 2000年贵州木冲沟矿难
2000年贵州木冲沟矿难，为2000年9月27日，发生于贵州省水城县的一起重大煤矿瓦斯爆炸事故，事故造成共162人死亡。
2000年9月27日20时38分，贵州省水城矿务局木冲沟矿41116轨道因通风不畅，加上人员拆卸矿灯引发火花，导致爆炸。发生瓦斯爆炸事故，事故发生时，井下出勤职工244人。后经抢救，仍有162人死亡、14人重伤、23人轻伤。

## 相关
- 中国矿难列表